# Schomburgk-hert
Het schomburgk-hert (Rucervus schomburgki, voorheen ook wel Cervus duvauceli schomburgki) is een zoogdier uit de familie van de hertachtigen (Cervidae). De wetenschappelijke naam van de soort werd voor het eerst geldig gepubliceerd door Blyth in 1863.
Het hert kwam oorspronkelijk voor in Siam en geen blanke jager of zoöloog heeft het dier ooit in wilde staat gezien. Van het schomburgk-hert bestaan nog enkele geweien en maar een drietal foto’s (1911) van een levend exemplaar uit een dierentuin (West-Berlijn).

## Oorzaak uitsterven
Het hert overleefde in het wild tot September 1932 toen het laatste dier door een officier van de Siamese politie werd doodgeschoten. Nog meer dan voor zijn huid, werd het bejaagd voor zijn gewei dat voor de bereiding van Chinese geneesmiddelen vele toepassingen kende. Daarnaast werd zijn habitat gecultiveerd voor rijstbouw of drooggelegd.
Siam ligt in een gebied van Azië, die tot de dichtste bevolkte streken van de aarde behoort. Het woongebied van de wilde fauna wordt in deze gebieden bedreigd door een ongekend snelle toeneming van de bevolking. De dieren krijgen vaak geen enkele bescherming. De enige vorm van bescherming voor de wilde dieren komt door de religieuze opvattingen van de Hindoebevolking, die in het doden van bepaalde dieren een heiligschennis ziet, maar deze instelling is in de loop van de tijd steeds meer aan het minderen. Daar staat tegenover dat de farmaceutische inzichten van China een zware tol leggen op een groot deel van de wilde fauna van Azië. Dit heeft geleid tot uitroeiing van de neushoorns, tijgers en diverse hertensoorten.
In de meeste onderontwikkelde volken is een tekort aan eiwit een dagelijks probleem. De stammen of volksdelen, die geen Hindoes zijn, jagen hierdoor vaak op alles wat hun vlees kan verschaffen. Ondertussen is er in landen als India, Burma, Malacca en Indonesië maatregelen getroffen ter bescherming van de wilde fauna; eerst door de blanken en later overgenomen door de autochtone machthebbers. Waren deze maatregelen niet getroffen, dan zou vermoedelijk reeds een aantal diersoorten uit dit gebied van Azië geheel verdwenen zijn. Alsnog hebben een vrij groot aantal diersoorten op deze manier een uiterst kritiek stadium bereikt en het schomburgk-hert is uitgestorven verklaard.
Pogingen vanuit Europa om het door een fokprogramma te redden, faalden omdat de Thai het belang hiervan niet inzagen. Een mannetjes dier werd als huisdier gehouden bij de Samut Sakhon tempel waar het in 1938 werd doodgeslagen toen het te dicht bij de mensen kwam. In Parijs bevindt zich nog een enkel opgezet exemplaar in het museum “Jardin des Plantes” waar het tot 1867 in gevangenschap leefde.

## Leefgewoonten
Het spectaculaire gewei van het mannetje is mandvormig met aan elke tak een groot aan punten, soms tot 33 toe, waardoor het geheel iets weg had van een kroon.
Het Schomburgk’s hert lag het grootste deel van de dag te rusten in de schaduw, herkauwend na het nachtelijk grazen. Dichtbegroeide gebieden werden vermeden. Als in het regenseizoen het landschap overstroomde, vluchtte het hert naar hoger gelegen droge “eilandjes” waar het een gemakkelijk prooi was voor jagers die alles doodde wat bewoog.
Het Schomburgk’s hert leefde in de moerassige vlakten in centraal Thailand (in de vallei van de Chao Phya rivier). Het is genoemd naar Sir Robert H. Schomburgk (1804-1865), de Britse consul in Bangkok van 1857-1864.